# Troy Blacklaws
Troy Blacklaws est un écrivain et professeur sud-africain.

## Biographie
Il est né le 9 septembre 1965 à Pinetown, dans la province du Natal. Après ses études à Paarl Boys' High School, il a étudié à l’Université de Rhodes avant d’être enrôlé dans les forces de défense sud-africaine. Après avoir servi dans l’armée, Blacklaws a commencé à enseigner l’anglais. Son premier roman, Karoo Boy, a été publié en 2004. Le livre a été décrit comme "une vision tumultueuse du Cape Town de 1976 " par la revue Village Voice et défini comme "sensuel et cinématographique" par le New York Times. Chris Martin, du groupe Coldplay, a dit de Karoo Boy qu'il était "le livre le plus coloré que j’ai jamais lu".
Son deuxième roman, Blood Orange, relatait l’histoire d’un garçon blanc en Afrique. Il a été publié en 2005 et était un mélange de souvenirs et de fiction. Le roman fut adapté pour la scène par Blacklaws lui-même, Greig Coetzee et Craig Morris. La pièce, dirigée par Coetzee, a été jouée pour la première fois au National Arts Festival de Grahamstown, en Afrique du Sud, en juillet 2006.
En 2010, Blacklaws a publié une fable : Bafana Bafana : A Story of Soccer, Magic and Mandela. Son troisième roman, Cruel Crazy Beautiful World, a été publié en 2011. Le titre est tiré d’une chanson de Johnny Clegg. L’histoire se déroule dans l'Afrique du Sud post-apartheid de 2004.

## Œuvres
- Karoo Boy: A Novel, Open Road Media, 2004 (ISBN 978-1-4804-1002-2, lire en ligne)
- Blood Orange: A Novel (Oranges sanguines), Open Road Media, 2005 (ISBN 978-1-4804-1001-5, lire en ligne)
- Bafana Bafana: A Story of Soccer, Magic and Mandela, Open Road Media, 2010 (ISBN 978-1-4804-1000-8, lire en ligne)
- Cruel Crazy Beautiful World: A Novel (Un monde beau fou et cruel), Jacana Media, 2011 (ISBN 978-1-4314-0250-2, lire en ligne)